# Le Journal de voyage de Chuji
Pour plus de détails, voir Fiche technique et Distribution.
Le Journal de voyage de Chuji (忠次旅日記, Chūji tabi nikki) est un film muet japonais de Daisuke Itō sorti en 1927. Originellement sorti en trois volets, ce film a longtemps été considéré comme perdu avant qu'une copie partielle (96 minutes) comprenant des passages du second volet et du troisième volet ne soit découverte en 1991.
Le scénario est adapté d'un livre de kōdan.

## Synopsis
Alors que la période Edo touche à sa fin, le bandit Kunisada Chuji et sa suite, traqués par la police, sont en fuite. Au cours de ce long périple, Chuji tombe malade et est trahi par certains de ses partisans.

## Fiche technique
- Titre : Le Journal de voyage de Chuji
- Titre alternatif : Carnets de route de Chuji[3]
- Titre original : 忠次旅日記 (Chūji tabi nikki?)
- Titres originaux des trois parties : 忠次旅日記 甲州殺陣篇 (Chūji tabi nikki: Kōshū satsujin hen?) — 忠次旅日記 信州血笑篇 (Chūji tabi nikki: Shinshū kesshō hen?) — 忠次旅日記 御用篇 (Chūji tabi nikki: Goyō hen?)
- Réalisation : Daisuke Itō
- Scénario : Daisuke Itō
- Photographie : Hiromitsu Karasawa
- Société de production : Nikkatsu
- Pays d'origine :  Empire du Japon
- Langue originale : japonais
- Format : noir et blanc — 4:3 — muet
- Genre : film d'action, historique, jidai-geki, chanbara
- Durée : 96 minutes (version redécouverte)
- Dates de sortie :
  - Empire du Japon : 10 mars 1927[4] (partie 1) - 14 août 1927[5] (partie 2) - 27 décembre 1927[6] (partie 3)

## Distribution

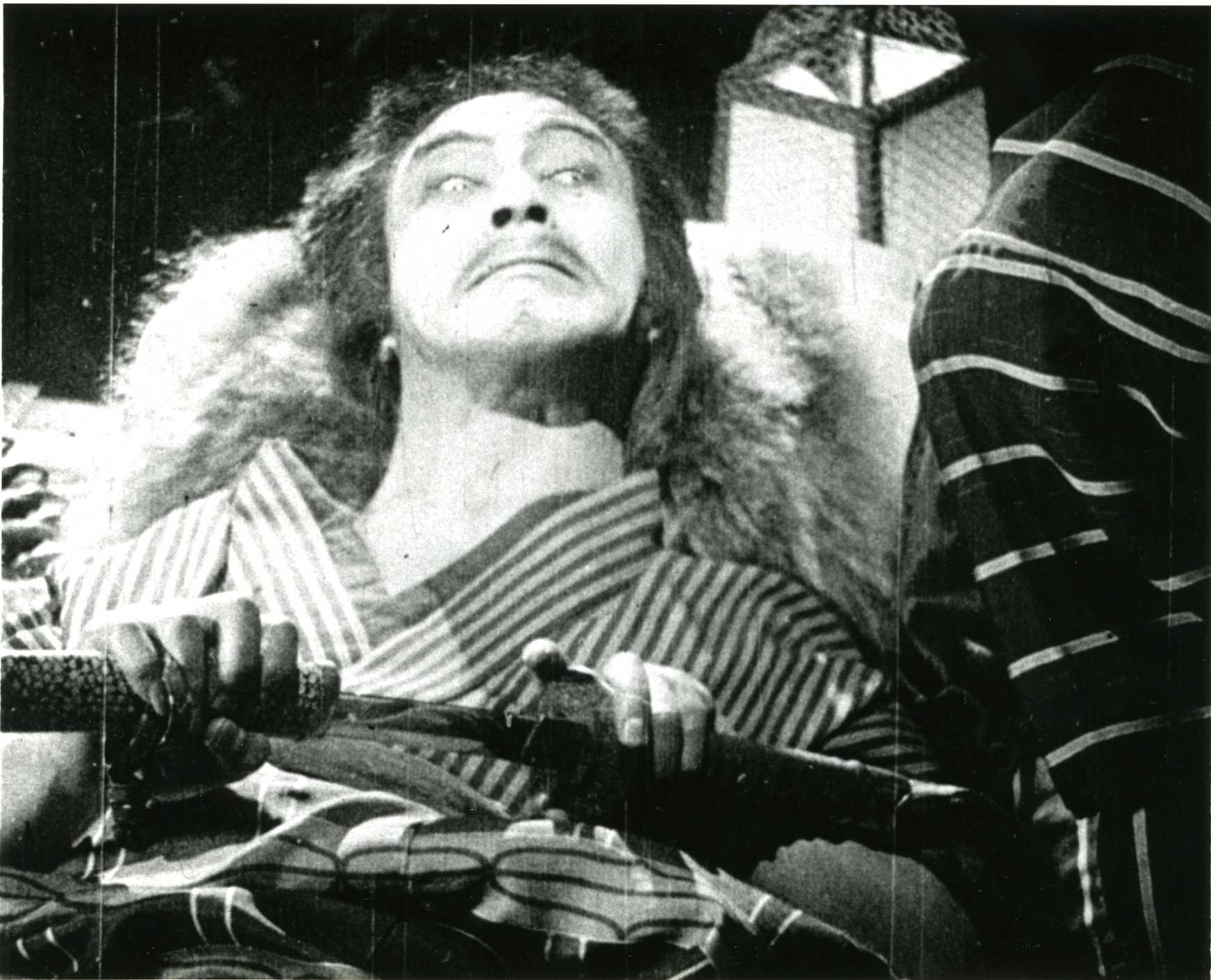
Denjirō Ōkōchi dans Le Journal de voyage de Chuji.

- Denjirō Ōkōchi : Kunisada Chūji, le héros rônin
- Naoe Fushimi : Oshina, la concubine de Chûji
- Ranko Sawa : Okume
- Hideo Nakamura : Kantarō
- Kichiji Nakamura : Kabe Yasuemon
- Motoharu Isokawa : Kihei, le brasseur de saké
- Yujirō Asahina : Masakichi
- Seinosuke Sakamoto : Bunzō
- Kajō Onoe : Otozō

## Distinctions
- La revue Kinema Junpō positionne les deux premiers volets du Journal de voyage de Chuji à la 1re place et le troisième volet à la 4e place de son classement des dix meilleurs films japonais de l'année 1927[7],[8].